# Diplogeomyza wirthi
Diplogeomyza wirthi är en tvåvingeart som beskrevs av Mcalpine 1967. Diplogeomyza wirthi ingår i släktet Diplogeomyza och familjen myllflugor. Inga underarter finns listade i Catalogue of Life.